# Восточный Туркестан

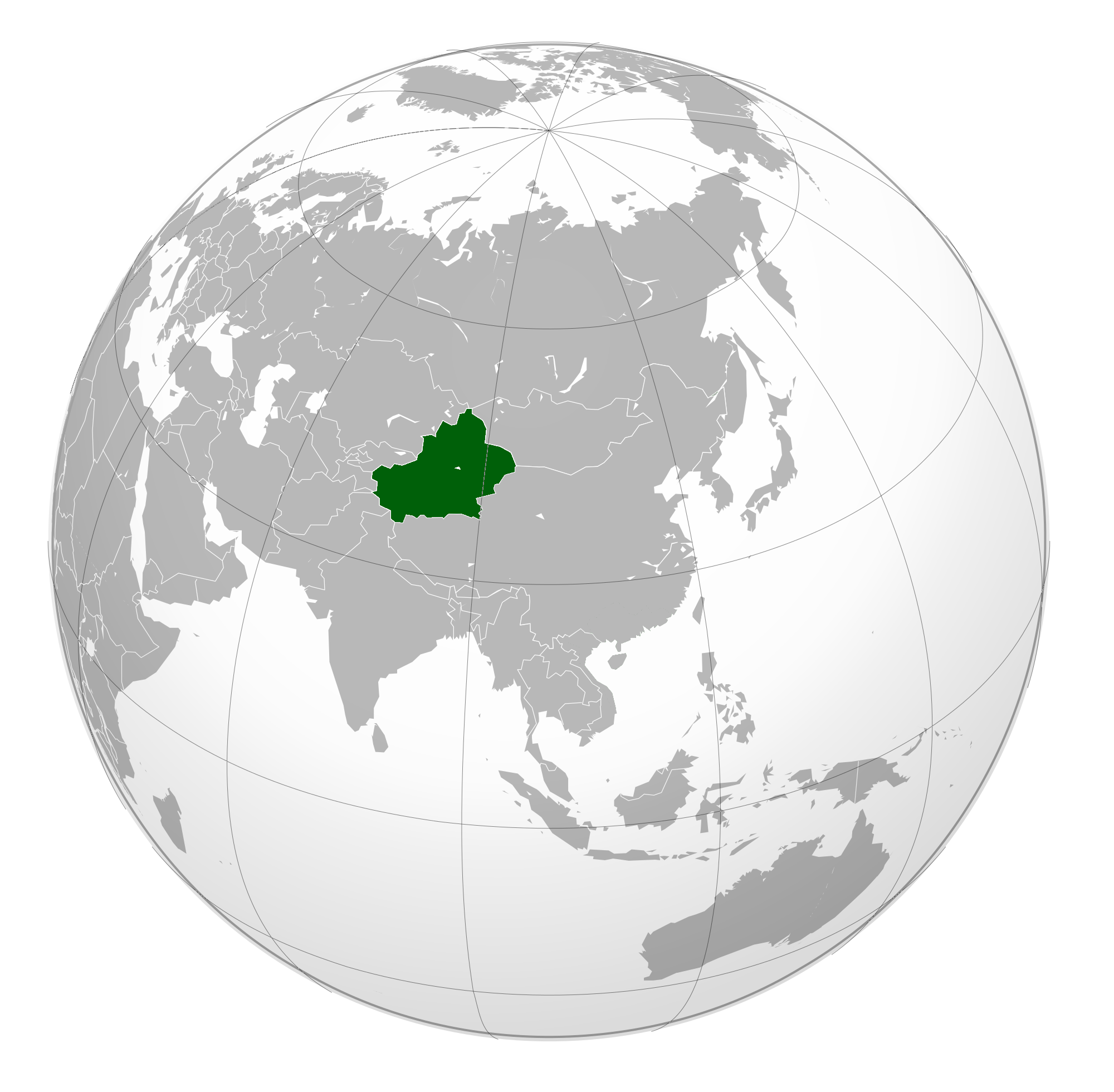
Восточный Туркестан на карте.

Восто́чный Туркеста́н, также Синьцзян и Уйгуриста́н — субрегион Центральной Азии, охватывающий Таримский бассейн и территорию от Тянь-Шаня до Монгольского Алтая.
Восточный Туркестан — это родина тюркоязычных уйгуров и других народов Центральной Азии. Территория современного Синьцзяна населена, в основном, народами тюркоязычного и монголоязычного происхождения, такими как уйгуры, казахи, киргизы, узбеки, татары, салары и монголы, а позже таджиками и ханьцами. Всего выделяется более десятка основных этнических групп. В настоящее время входит в состав Китайской Народной Республики, название «Синьцзян» — новая граница, новые рубежи (кит.) было дано региону, как северной его части (Джунгария) так и южной, во времена династии Цин. Население субрегиона на 2018 год составляет 24,87 миллиона, из них половину (12,72 миллиона) составляют уйгуры.

## Названия региона

### История названия
Название Восточный Туркестан было введено ещё средневековыми персидскими историками[кем?] и использовалось также российскими и советскими историками, такими, как Иакинф и Лев Гумилёв. Данный термин установился сравнительно очень недавно, взамен прежних: более распространённого — Малой Бухарии и менее известных — Алтышаара (шестиградие) и Йеттишаара (семиградие).

«На востоке эта страна называется Алты-шахар/шесть городов, Уйгурстаном или Кашгар, в Европе она известна под названием Малой Бухарии, Восточной Татарии, Восточного, или Китайского, Туркестана, иногда называется Кашгарией.»— Чокан Валиханов, 1859 г.

### «Восточный Туркестан» как название региона в исторических источниках
Согласно наблюдениям Ванга Ки, уйгуры не использовали словосочетание «Восточный Туркестан» для имени своей страны вплоть до начала 20-х годов XX века, и скорее всего это определение пришло в язык уйгуров как иностранный термин, который чаще использовался европейскими путешественниками и историками такими как Д. Ч. Болджер, Ч.Валиханов, Бичурин и.т.д причём например в описание границ так называемого «Китайского или Восточного Туркестана» Чокан Валиханов не включает в их пределы регион Джунгарии:
Под именем Западного Края разумеются "собственно" Китайский Туркестан и часть прежней Джунгарии...Джунгария разделяется на семь кругов: Баркуль, Урумчи, Или, Хур-хараусу, Тарбагатай, Кобдо и Улясутай. Из этого числа Кобдо и Улясутай имеют своего цзян-цзюна и подчинены общему управлению Монголии. Урумчи и Баркуль причислились к губернии Гань-су. [Восточный] Туркестан состоит из двух княжеств и пяти военных округов, а потому иногда двояко нарицательное имя страны, называемое "Жети Шаар" (Йеттишар) — Семь городов...Чокан Валиханов
Собственно в состав «Восточного Туркестана» Ч. Валиханов относил регионы городов Кумула, Турфана, Карашара, Кучи, Учтурфана, Аксу, Яркенда и Кашгара.
Суммируя вышесказанное можно выставить предположение о том, что термин «Восточный Туркестан», ранее используемый европейскими историками для обозначения регионов Семи городов (уйг. Йәттишәһәр) был адаптирован уйгурскими пантюркистами в начале XX века и использовался уже как обозначение для родины уйгуров, о чём говорит название Исламской Республики «Восточный Туркестан» созданной в 1933 году в Кашгарии.

### «Уйгуристан» как название региона в исторических источниках
Изначально в средневековых исторических источниках под названием «Уйгуристан» имелась ввиду территория населённая уйгурами, которые после крушения Уйгурского Каганата в 840 году расселились в регионах таких оазисов как Турфан, Кумул и Ганьчжоу. В мусульманских источниках эта страна получила название "Земля Уйгуров" т.е "Уйгуристан". Уйгурский контроль распространялся на западе до города Куча и Иссык-куля. Китайские источники также отмечают что уйгуры занимали также территорию Памирских гор.
В анонимном географическом сочинении эпохи Саманидов "Худуд ал-'алам мин ал-Машрик ила-л-Магриб («Книга о пределах мира от востока к западу»)" дается следующие описание страны уйгуров (в тексте токузогузов):

На востоке от нее — страна Чин (Китай), с юга — частью Тибет и частью халлухи (карлуки), на запад от нее — некоторая часть хырхызов (кыргызы) и на север — также хырхызы, [они] селятся вдоль всех ее границ. Эта область больше всех других областей тюрков, и там, без сомнения, больше всего населения.

Потомок шейха Махдуми Агзама - историк середины XVII века Махмуд ибн Вали использовал термин "Уйгуристан" для обозначения всего чагатаидского Яркендского Ханства. Спустя полтора века, коренной житель из Кашгара живущий в изгнании в Самарканде также использовал название "Уйгуристан" для всей территории государства Мамләкәт-и-Моголийе. Ещё несколько выходцев из тех краев сделали похожие заявления: Riza Quli Khan иранский дипломат в Хиве в начале XIX века например писал в своих путеводный заметках что "Кашгар известен как край шести городов в стране уйгуров Туркестана, и этот город является столицей этого региона".
В поэтической литературе начала XX века, среди уйгуров доминировало название «Уйгуристан» для обозначения Синьцзяна. К примеру в 1922 году таранчинский студент из Ташкента, Абдулхави Мухаммади опубликовал поэму «Моё молодое сердце» («Йаш йүригим») в студенческом журнале «Молодой Уйгур»:
Моё сердце дрожит и плачет за тебя Уйгуристан, страна моя!

Но не может оно освободиться из своей тесной пещеры и взлететь
В этом стихотворении, «Уйгуристан» с точки зрения Мухаммади акцентирует своё внимание на уйгурской идентичности и в какой то степени описывает это понятие как имя некой этнонациональной республики основной на сталиниской концепции нации, нежели как часть единого Туркестана, где одна часть составляют страну тюркоговорящих мусульман России, а другая часть страна тюркоговорящих мусульман Китая.

### "Могулистан" как название региона в исторических источниках
В "Тарих-и Хамиди" — историческом труде написанным уйгурским историком Муллой Муса Сайрами в 1908 году, название данного региона было описано как "Moghulistan Yurti yaki Yette Sheher" (уйг. موغۇلىستان يۇرتى ياكى يەتتە شەھەر) что переводится как Страна Могулистан, или Семигородье.
Такое же названия для своей родины использовал и другой уйгурский историк — Мухаммад Садик Кашгари, который отмечал что город Яркенд является столицей Могулистана.
Автор одного из уйгурских переводов "Тарихи Рашиди" (XIV век) Мухаммад Нияз в своём предисловии к данной работе также называет Яркенд как "край принадлежащий к области Могулистан".

Чокан Валиханов, опираясь на указание Абульгази пишет:
Ханы так называемого Уйгуристана и Кашгара, начиная с Туглук Тимур хана (первого правителя Могулистана) имели местоприбывание здесь [в Кашгаре]Чокан Валиханов
Т.Султанов также ставит под сомнение мнение казахстанского востоковеда В.Юдина о том что города Кашгарии не входили в состав Могулистана, отмечая следующее: 
Манглай Субе, владения дуглатских эмиров, в состав которого, по словам Мирзы Хайдара Дуглата, автора «Тарих-и Рашиди», входили Кашгар, Хотан, Яркенд, Касан, Ахсикет, Андижан, Аксу, Ат-Баши, Кусан, т. е. юго-запад Семиречья вместе с областями Восточного Туркестана от Ферганы до Кучи и Черчена, не только составлял часть Моголистана, но являлся административно-политическим центром Моголистана с самого начала его возникновения.Т.Султанов
Мирза Шах-Махмуд Чурас в своё труде "Анис ат-талибин" приводя жизнеописание суфийского шейха Исхак Ходжи во время его странствования по городам Кашгарии во времена правления Мухаммад-хана (1591 — 1610), пишет далее:
В [стране] Чира (область близ города Хотан) есть селение под названием Кук-Гунбад. Мухаммад-хан [послал туда человека и] просил его высокостепенство благочестивого [Ходжу Исхака] пожаловать в Аксу. Его святейшество благочестивый [Ходжа Исхак] в добрый час с божьим благословением оставил одно свое рубище и одну головную повязку в своем ханаке в Чира.

Все жители Моголистана, испрашивая благословения, делают обход [вокруг этой обители].

### Другие названия
В уйгурском переводе цинской письменной хроники посвящённой Эмин Ходже, фигурирует название "Yaŋi Yaqa Yurt" (уйг. ياڭى ياقا يورت) что переводиться как "Новый Пограничный регион" которое по своей сути является дословным перевод китайского "Синьцзан".

## История

### Древний мир
В конце I века Бань Чао завоевал территорию современного Синьцзяна и присоединил его к китайской империи Хань. В империи были созданы административные структуры для управления регионом, которые продолжали функционировать и при государствах-правопреемниках после гибели империи Хань.

### Средние века

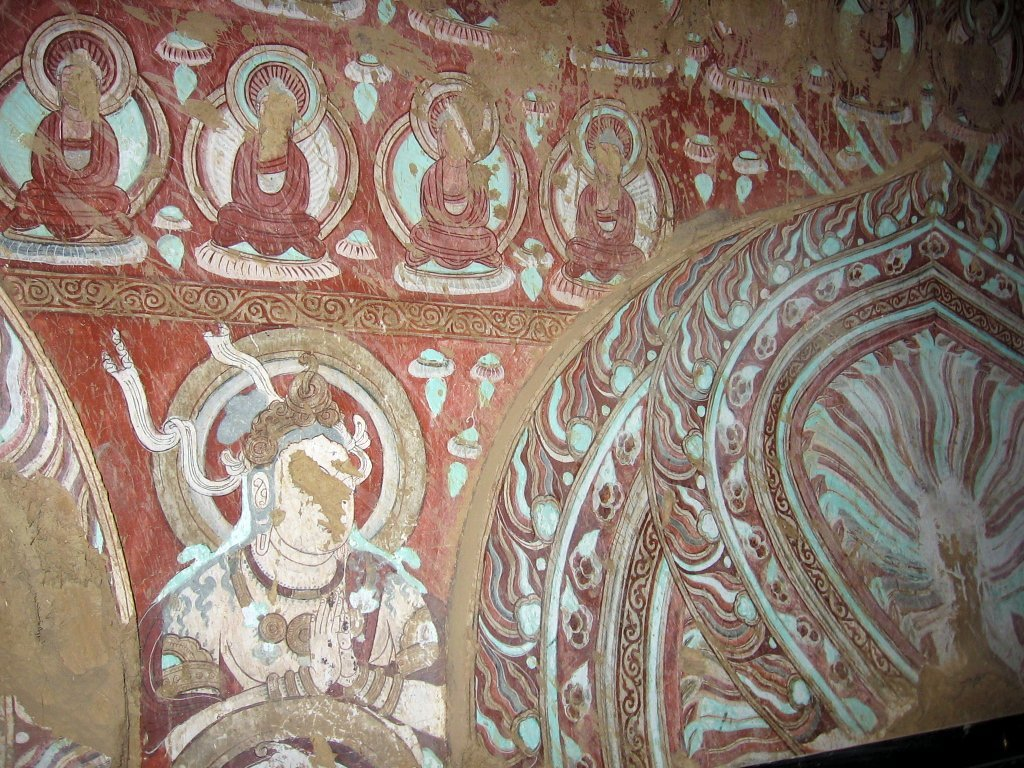
Настенные росписи, «Тысяча будд», Безеклик, IX—XIII вв.

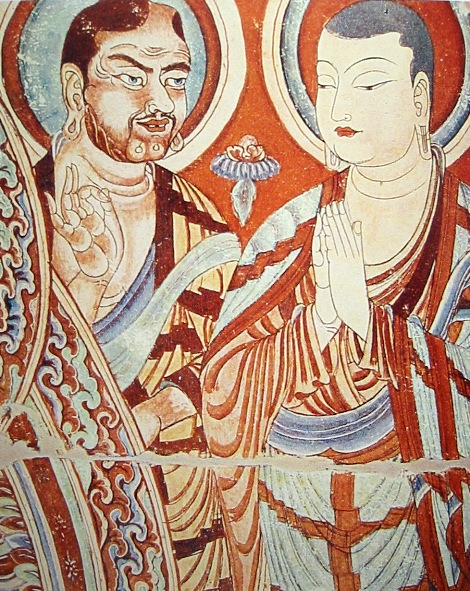
Возможно тохарский или согдийский монах (слева) с буддийским монахом (справа). Фреска из пещеры Тысячи Будд Безеклика, датируемая IX или X веком (Уйгурское Турфанское идыкутство).

В VI веке возник Тюркский каганат, который в 603 году распался на западную и восточную части (Восточно-тюркский каганат). Это событие и породило историческое имя региона — Восточный Туркестан.
В середине VII века территория Синьцзяна вновь вошла в состав китайской империи Тан, и оставалась под её контролем вплоть до середины VIII века, когда мятеж Ань Лушаня привёл к необходимости отзыва войск из отдалённых гарнизонов в центральный Китай.
В 745 году образовался Уйгурский каганат, центр которого находился на территории современной Монголии. К середине IX века он начал слабеть. В 840 году каганат подвергся нападению енисейских киргизов и был разгромлен. Уйгуры бежали на юг, юго-запад и запад. Именно после этого уйгуры и стали основным населением региона.
В восточной части Караханидского государства в государстве турфанских идыкутов Кочо в Турфане уйгуры постепенно ассимилировали местное, преимущественно ирано- и псевдо-тохароязычное население, передав ему свой язык и культуру и, в свою очередь, переняв традиции оазисного земледелия и некоторые виды ремёсел. В этот период среди уйгуров Турфана, Комула, религией которых были манихейство и шаманизм, распространились буддизм, затем и христианство (несторианство). В этот же исторический период, начиная с X века, среди уйгуров Кашгара, Яркенда, Хотана распространяется ислам.
Вошедшее в состав Монгольской империи Уйгурское государство идыкутов, в XIII веке, после разделения империи между наследниками Чингиз-хана, практически полностью попала в улус его второго сына — Чагатая. С 1326 года официальной религией Чагатайского улуса стал ислам.

### Новое время
Исламская религиозная борьба между сторонниками «белогорцев» и «черногорцев» (два течения ислама в Восточном Туркестане) создали благоприятные условия для захвата внешними врагами этого края джунгарским ханом Галданом, а затем маньчжурской империей (Цинская династия), которой в итоге удалось разгромить Джунгарское ханство в 1759 г и присоединить к себе большую часть ее территории. Под натиском маньчжурско-китайских войск джунгарское государство пало и с тех пор данный регион является территориями Китая. В 1760 году в составе Цинской империи было образовано наместничество, получившее название «Синьцзян» (по-китайски «Новая граница»). Однако как утверждают многие китайские источники данные территории и ранее входили в состав китайских династий, таким образом например при династии Тан в середине VIII века, или в I веке до н.э. при династии Хань, но территориями манчжурской династии Цин впервые.

### XIX—XXI века

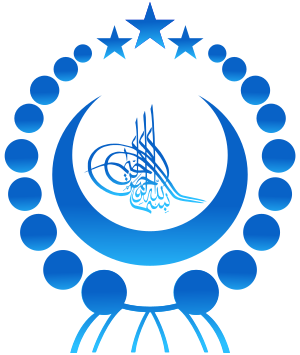
Эмблема Восточного Туркестана.

Флаг Восточного Туркестана

Весь XIX век для Восточного Туркестана характеризуется многочисленными национально-освободительными восстаниями уйгуров за независимость (1825—1828, 1857, Йеттишар 1862—1872 гг.), продолжавшимися и в XX веке (1931—1937, с 1943—1949 гг. до нашего времени).
На территории Восточного Туркестана в XX веке дважды возникали государственные образования:
- Восточно-Туркестанская Исламская республика (1933—1934);
- Восточно-Туркестанская Революционная республика (1944—1949).

В данное время на территории Восточного Туркестана образован Синьцзян-Уйгурский автономный район (СУАР) КНР.

## Население
Здесь проживает около 24,87 миллионов людей.
Восточный Туркестан населяют 47 национальностей, наиболее многочисленные из них — уйгуры, китайцы (хань), казахи, дунгане, киргизы, монголы (в том числе ойраты и дауры), таджики (в том числе сарыкольцы и ваханцы), сибо, маньчжуры, туцзя, узбеки, русские, мяо, тибетцы, чжуаны, татары и салары.
В период репрессий в китайский Восточный Туркестан (современный СУАР) переселились тысячи казахов, киргизов и др. народов, часть из них впоследствии вернулась на родину. В 1954—1955 гг. имел место массовый выезд в СССР (Казахстан) казахов, в начале 1962 г. также от 60 до 100 тыс. уйгур, казахов и дунган выехали в СССР (в основном в Казахстан и Киргизию).
Синьцзян — один из пяти национальных автономных районов Китая. СУАР — автономный район Китайской Народной Республики (КНР), являющийся районом национальной автономии. В административном отношении он делится на округа, автономные округа, уезды, автономные уезды, города, волости и национальные волости. В состав СУАР входят 5 автономных округов: Баянгол-Монгольский автономный округ, Боро-Тала-Монгольский автономный округ, Чанцзи-Хуэйский автономный округ дунган (хуэй-цзу), Кызылсу-Киргизский автономный округ, Или-Казахский автономный округ и 6 автономных уездов.